# Divinity: Dragon Commander
Divinity: Dragon Commander est un jeu vidéo mêlant simulation gouvernementale, de stratégie au tour par tour, de stratégie en temps réel et de tir à la troisième personne développé et édité par Larian Studios, sorti en 2013 sur Windows.

## Système de jeu
Le jeu se déroule en trois phases :
- Simulation politique : le joueur dialogue avec des personnages non joueurs.
- Stratégie au tour par tour : le joueur organise ses conquêtes sur une carte stratégique.
- Stratégie en temps réel : le joueur prend part à des batailles en construisant des bâtiments, recrutant des armées et s'incarnant sous la forme d'un dragon.

## Accueil
- Jeuxvideo.com : 16/20[1]